# FK Bokelj Kotor
El Fudbalski klub Bokelj es un equipo de fútbol con base en la ciudad de Kotor que se encuentra situada en el país balcánico de Montenegro. En la actualidad este equipo disputa sus partidos en la Primera División. 

## Historia
La historia de este equipo de fútbol se inicia en los años 20 del pasado siglo. Después de la Segunda Guerra Mundial el club militó siempre en categorías muy bajas de las ligas regionales montenegrinas hasta que en la segunda mitad de los años 1990 el equipo disputó algunas temporadas en la Segunda División de Fútbol de Yugoslavia llegando a situarse en las posiciones de cabeza de la clasificación.
Con la creación en 2006 de la nueva liga en Montenegro el equipo quedó encuadrado en Segunda División en la que logró finalizar como segundo clasificado esa misma temporada 2006/07 accediendo por tanto a disputar los play-offs por el ascenso contra el Fudbalski Klub Jedinstvo Bijelo Polje al que vencería haciéndose por tanto con el ascenso a Primera.
El club debutó en la nueva categoría con empate (0-0) frente al FK Rudar en un partido disputado en Pljevlja el 11 de agosto de 2007 y pese a partidos memorables como la victoria frente al FK Zeta en Podgorica (0-1) al final de temporada descendió de categoría y no logró retornar hasta la temporada 2010/11.
En la temporada 2011/12 el equipo disputó su segunda temporada en la máxima categoría montenegrina con el único objetivo de conseguir la permanencia en la misma, pero tras finalizar en última posición vuelve a descender a Segunda División, retornando a la máxima categoría en la temporada 2015/16.

## Estadio
El club disputa sus partidos como local en el Estadio Pod Vrmcem de Kotor que tiene una capacidad aproximada para 5.000 espectadores, la superficie de juego del estadio es de césped natural.

## Uniforme
- Uniforme titular: Camiseta azul, pantalón azul y medias blancas .
- Uniforme alternativo: Camiseta blanca, pantalón blanco y medias blancas.

## Palmarés
- Segunda División de Montenegro: 2

2014/15, 2023/24

## Participación en competiciones de la UEFA
| Temporada | Torneo             | Ronda             | Club      | Casa | Visita | Global |
| --------- | ------------------ | ----------------- | --------- | ---- | ------ | ------ |
| 2016–17   | UEFA Europa League | 1ª Clasificatoria | Vojvodina | 1–1  | 0–5    | 1–6    |